# 浅沼誉夫
浅沼 誉夫（あさぬま よしお、1891年1月5日 - 1944年1月24日）は、日本の元プロ野球監督。

## 来歴・人物
旧制立教中学に在籍し、野球部（立教大学野球部の基礎）を創設。立教大学教授で聖公会の司祭でもあったハーバート・ロイドに技術的指導を受ける。その後早稲田大学商科に進み、二塁手として野球部第9代主将を務める。東京六大学野球連盟の初代首位打者。
その後、東京六大学野球リーグ戦で審判を務める。八十川ボーク事件（1931年（昭和6年）5月18日）で、騒動の発端となるボーク判定を行った試合の球審を務めたのが浅沼であった。
1922年（大正11年）、第二高等学校（旧制二高）の野球部のコーチをする。その際、仙台一中（現・仙台第一高等学校）の試合を見て、見どころがあると思い、同校のコーチを買って出た。浅沼の指導は、野球の猛練習だけでなく、「規則正しい生活こそ基本」として、挨拶、掃除に始まり、生活全般にまで及ぶ厳しい内容であった。試合の際の指示では、「ゴー」や「バック」など当時は聞きなれない英語を使ったが、これらはロイドから学んだ内容であった。また、東北地方初といわれるブロックサインを用い、試合中に指示を選手に伝えた。相手のチームは、ブロックサインを何かのまじないかと思ったという。そうした指導の結果、1923年（大正12年）、仙台一中は宮城県勢として初となる全国中等学校優勝野球大会（現・夏の甲子園大会）への出場を決めた。
1923年から1934年は学習院野球部監督を務めた。
1934年（昭和9年）の読売新聞社主催による日米野球、アメリカ遠征では三宅大輔とともに監督として出場。ヴィクトル・スタルヒンや沢村栄治など草創期の名選手が多数参加しており、帰国後は全日本代表の選手を中心とした大日本東京野球倶楽部（現：読売ジャイアンツ）を結成。浅沼は総監督（現在のGMに近い地位）に就任。
1935年（昭和10年）に武者修行として2度目のアメリカ遠征を行い、110試合で75勝34敗1分の好成績を収める。しかし帰国後に行った全国の社会人野球との試合で勝率9割以上の好成績を残すも、藤本定義が監督を務め前川八郎を擁する東京鉄道局に連敗した責任を首脳陣から取らされる形で、三宅は監督を解任された。
三宅の後任として浅沼を総監督から監督に横滑りし、1936年（昭和11年）の2度目のアメリカ遠征時には浅沼自身が指揮を執った。77試合を43勝33敗1分の成績で終えるものの、選手との隔たりから解任される。
解任後は1940年（昭和15年）までフロントに残っていたとされる。
誉夫の長男が中学時代最後の早慶戦を観戦し、およそこの試合唯一となるスコアブックを記録、保存しており、2005年に初めて公開され話題となった。

## 背番号
- 30 （1936年）